# Dyson Sphere Program
Dyson Sphere Program ist ein von Youthcat Studio entwickeltes Wirtschaftssimulations- und Aufbauspiel, das im Januar 2021 im Early Access für Microsoft Windows veröffentlicht wurde.

## Spielverlauf
Das Dyson Sphere Program spielt in einer futuristischen Science-Fiction-Umgebung, in der eine Gesellschaft vor allem in einem virtuellen Computerraum existiert. Das erfordert eine große Menge an Energie und Rechenleistung. Um diese zu erweitern, wurde eines ihrer Mitglieder – der Spielercharakter – in das reale Universum geschickt. Dort soll er aus den Ressourcen eines nahegelegenen Sternhaufens eine „Dyson-Sphäre“ konstruieren, welche diese Energie liefert.
Das Spiel generiert zu Beginn eines neuen Durchgangs einen zufälligen Sternhaufen aus Sternen, Planeten und Monden mit verschiedenen Ressourcen wie Eisen, Kupfer und Öl. Der Spieler startet auf einem Planeten mit grundlegenderen Ressourcen und steuert einen Mech, der diese Ressourcen sammeln kann. Daraus können grundlegende Komponenten wie Stahlplatten, Zahnräder und elektronische Schaltkreise gebaut werden und diese dann beispielsweise zu Fabriken und Transportsystemen kombiniert werden.
Der Spieler kann Fabriken bauen, die Gegenstände automatisch erzeugen. Dabei muss er sicherstellen, dass die Fabriken über genügend Energie und Ressourcen verfügen, um immer weiterlaufen zu können. Die Produkte werden auch verwendet, um die Forschung an neuen Technologien voranzutreiben, die die Palette der herstellbaren Komponenten und Gebäude und die Fähigkeiten des Mechs erweitern. Diese erlauben es dem Spieler schließlich, den Startplaneten zu verlassen, wodurch dann auch exotischere Ressourcen von anderen Planeten geerntet werden können. Es ist möglich, diese dann quer durch das Sternensystem zu transportieren. Schlussendlich kann mit den Komponenten eine Dyson-Sphäre konstruiert und in ihre Zielumlaufbahn gebracht werden.

## Entwicklung
Dyson Sphere Program wurde von Youthcat Studio in Chongqing, China, entwickelt.
Das Unternehmen war zu diesem Zweck von Mao Mao, einem Absolventen der Universität Chongqing, und Zhou Xun, der bereits in der Spieleindustrie tätig war, gegründet worden. Nachdem sich die beiden kennengelernt und ein gemeinsames Interesse an Science-Fiction entdeckt hatten, ließen sie sich von dem weltraumbasierten 4x-Spiel Stellaris inspirieren, in dessen Spielablauf die Konstruktion von Dyson-Sphären eine Rolle spielt: Sie entwickelten ein Spielkonzept, bei dem eine Dyson-Sphäre Stück für Stück aufgebaut wird.
Als Anfang 2019 der Film Die wandernde Erde in die Kinos kam, begannen sie mit der Entwicklung der Spielidee. Nach mehreren Monaten des Prototypings kündigte Xun seinen Job, um Youthcat Studio zu gründen und mit drei weiteren Entwicklern in Vollzeit an ihrem Projekt arbeiten zu können.
Das Projekt wurde aus Xuns privaten Ersparnissen finanziert, was ihnen ein Zeitfenster von maximal zwei Jahren bis zur Veröffentlichung gab. Mitte 2020, als sie sich dem Ende dieses Zeitraums näherten, trafen sie sich mit dem chinesischen Verlag Gamera Game, der die Entwicklung von Indie-Spielen unterstützt. Gamera half Youthcat bei der Planung für eine internationale Veröffentlichung des Titels und beim Engagieren von Synchronsprechern, die in Die wandernde Erde mitgewirkt hatten.
Am 5. November 2020 starteten sie ein Kickstarterprogramm für Dyson Sphere Program.

## Inhaltsupdates
Während der Entwicklungsphase (Early Access) hat Dyson Sphere Program mehrere Inhaltsupdates erfahren, die das Spiel um zusätzliche Optionen erweitert haben.
- 28. Mai 2021 Einführung einer Ansicht des Milchstraßensystems mit allen Sternen inklusive möglicher Spieler, vier neue Planetenarten, System zur Einfärbung der Fundamente.[5]
- 23. Juli 2021 Einführung des Blaupausensystems um Blaupausen von bereits bestehenden Gebäudekomplexen zu kopieren und später wieder zu platzieren.[6]
- 20. Januar 2022 Einführung eines Mecha–Editors sowie zwei neuer Gebäude (1× Geothermiekraftwerk und 1× erweiterte Bergabbaumaschine).[7]
- 21. April 2022 Einführung des Metadatensystems sowie der Möglichkeit der Einfärbung der Dyson-Sphären bzw. Solarpanels.[8]
- 15. Dezember 2023 Einführung des "Dark Fog"–Kampfsystems inklusive der dazugehörigen Gebäude, Waffen, Munition etc.[9]

## Rezeption
Innerhalb von vier Tagen nach dem Start des Early Access auf Steam meldete Youthcat, dass über 200.000 Exemplare verkauft wurden. Es war das meistverkaufte Spiel auf Steam in der Woche seines Debüts.